# Blue Jean
Blue Jean è un brano musicale scritto ed interpretato dal musicista rock britannico David Bowie, incluso nell'album Tonight del 1984. Una delle due sole canzoni scritte interamente da Bowie sull'album, venne pubblicata su singolo prima dell'uscita del disco stesso.

## Il brano
Vagamente ispirata allo stile musicale di Eddie Cochran, la canzone possiede una struttura semplice ed orecchiabile in stile rock and roll anni cinquanta, ricordando nell'impostazione precedenti brani rock di Bowie come The Jean Genie, e viene generalmente considerata uno dei pezzi migliori di un album altrimenti deludente.
Giungendo proprio dopo il notevole successo commerciale del precedente disco di Bowie, Let's Dance, e i trionfi del Serious Moonlight Tour, Blue Jean fu lanciata con un grande battage pubblicitario promozionale. Julien Temple venne ingaggiato come regista per girare il video del brano, un anomalo cortometraggio della durata di 21 minuti intitolato Jazzin' for Blue Jean.
Blue Jean si rivelò un successo sia in Gran Bretagna sia in America, raggiungendo rispettivamente la posizione numero 6 e 8 in classifica.
La canzone sarebbe rimasta presenza fissa nelle esibizioni di Bowie per anni, venendo eseguita nel corso dei tour del 1987, 1990, e 2004.

### Video
Esistono tre diversi videoclip di Blue Jean:
1. Le due versioni comprese nel cortometraggio di 21 minuti intitolato Jazzin' for Blue Jean
2. La versione da 3 minuti tratta dal cortometraggio Jazzin' for Blue Jean e apparsa nel video-album David Bowie - The Video Collection del 1993.
3. Una versione alternativa registrata per MTV in Inghilterra al Wag Club di Soho, completamente differente dalle precedenti due.

### David Bowie suBlue Jean
Intervistato nel 1987 Bowie così si espresse nei confronti della canzone: «Blue Jean è un pezzo di rock and roll sessista. [risate] Tratta di come rimorchiare le ragazze. Non è molto cerebrale come canzone...».
In un'altra occasione disse che "il brano era ispirato da un certo feeling anni cinquanta alla Eddie Cochran, ma che era anche molto vicino alle sonorità dei Troggs essendo una canzone molto eclettica".

## Tracce singolo
7" - EMI America / EA 181 (UK)
1. Blue Jean - 3:08
2. Dancing with the Big Boys - 3:32

12" - EMI America / 12EA 181 (UK)
1. Blue Jean (Extended Dance Mix) - 5:15
2. Dancing with the Big Boys (Extended Dance Mix) - 7:28
3. Dancing with the Big Boys (Extended Dub Mix) - 7:15

- Blue Jean (Extended Dance Mix) remixata da John "Jellybean" Benitez al Sigma Sound Studios di New York.
- Dancing with the Big Boys remix prodotti da Arthur Baker.

## Formazione
- David Bowie: voce
- Carlos Alomar: chitarra
- Derek Bramble: basso, sintetizzatore
- Carmine Rojas: basso
- Sam Figueroa: percussioni
- Omar Hakim: batteria
- Guy St Onge: marimba

## Cover
- Example 2 - Ashes to Ashes: A Tribute to David Bowie (1998)
- Gallery of Fear - The Dark Side of David Bowie: A Tribute to David Bowie (1997)
- Pennywise
- Trench - Hero: The Main Man Records Tribute to David Bowie (2007)
- Papercranes - We Were So Turned On: A Tribute to David Bowie (2010)

## Classifica
| Classifica (1984)                    | Posizione |
| ------------------------------------ | --------- |
| Australian Kent Report Singles Chart | 12        |
| Austrian Singles Chart               | 16        |
| Canadian Singles Chart               | 4         |
| French Singles Chart                 | 22        |
| German Singles Chart                 | 21        |
| Irish Singles Chart                  | 3         |
| Italian Singles Chart                | 19        |
| Norwegian Singles Chart              | 3         |
| Swedish Singles Chart                | 5         |
| Swiss Singles Chart                  | 14        |
| UK Singles Chart                     | 6         |
| US Billboard Hot 100                 | 8         |